# Petrašiūnai

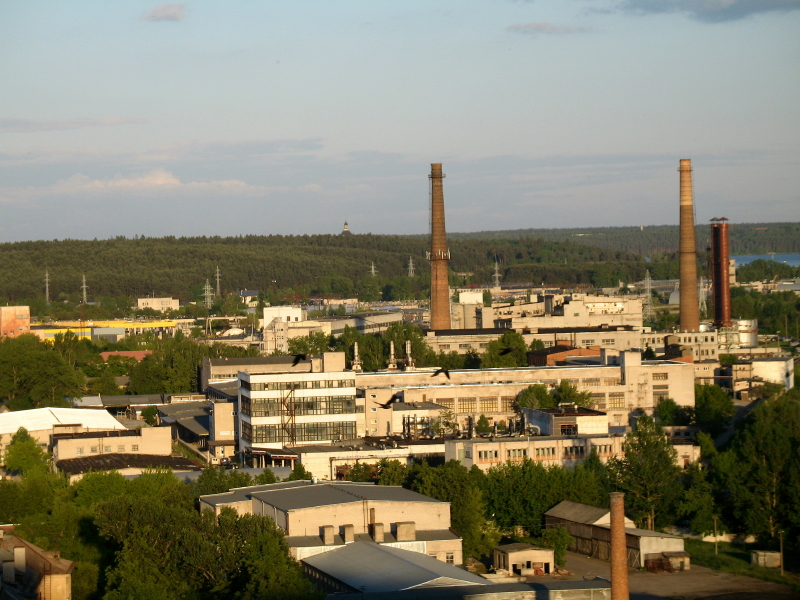
Blick auf Petrašiūnai (2006)

Petrašiūnai ist ein Stadtteil von Kaunas, Litauen im gleichnamigen Stadtbezirk. Das Territorium hat 330 ha. Es gibt den Friedhof Petrašiūnai, eine katholische Kirche und eine Bibliothek.

## Geschichte
In der zweiten Hälfte des 20. Jahrhunderts wurde Petrašiūnai zum Industriegebiet. Der Papierhersteller Kauno popieriaus fabrikas beschäftigte 1300 Mitarbeiter (1977) und Kauno ketaus liejykla, die größte Eisengießerei in den baltischen Sowjetrepubliken, 1780 Mitarbeiter (1984).
Bis 1997 gab es die 2. Erwachsenenbildungschule (jetzt eine Abteilung vom Erwachsenenbildungszentrum Kaunas). 2004 beschloss der Rat der Stadtgemeinde Kaunas, dass der neue Hafen in Petrašiūnai sein sollte.